# Karoliina Kallio

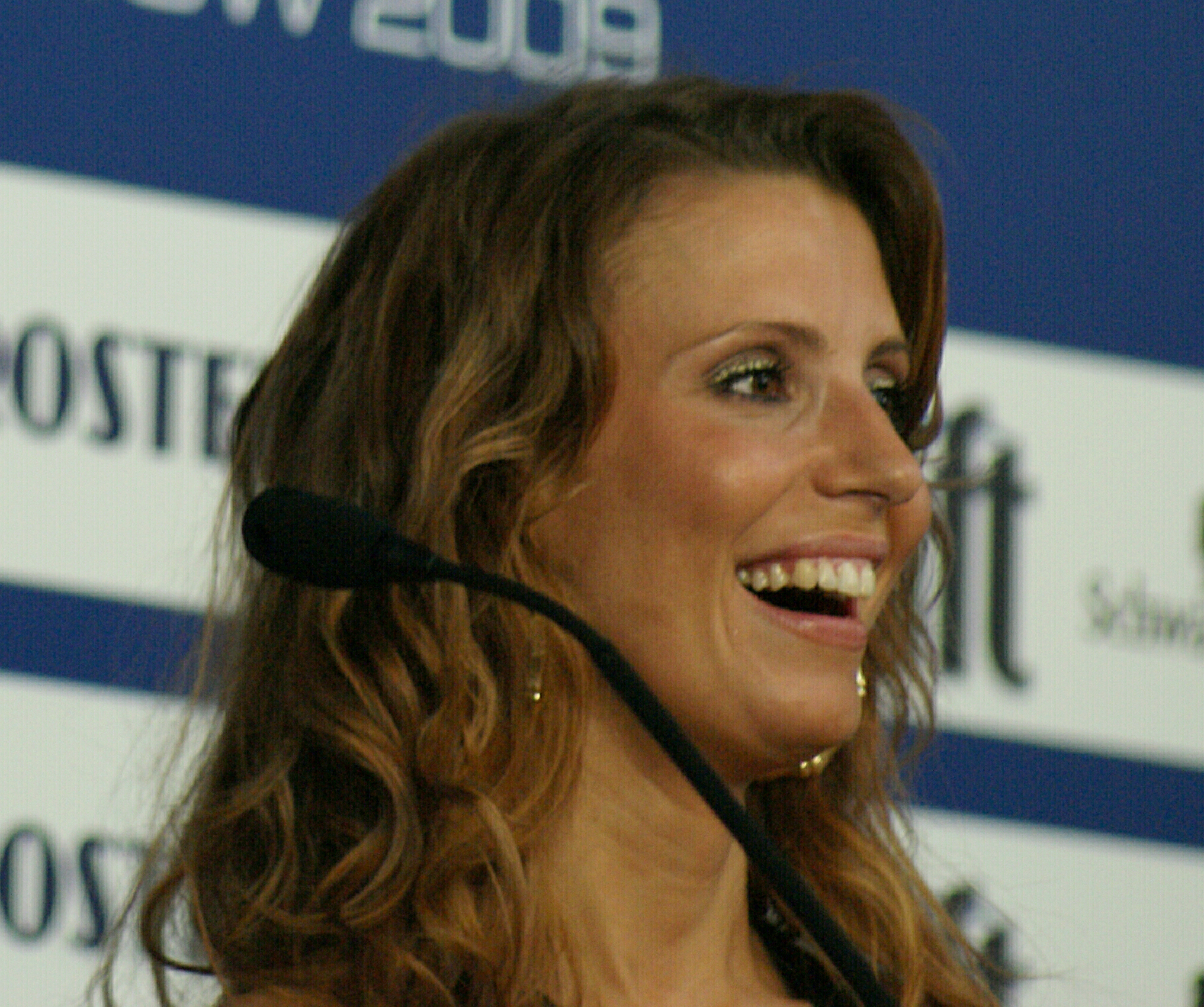
Karoliina Kallio

Karoliina Kallio (n. Savonlinna; 31 de agosto de 1979) es una cantante finesa. 
Estudió arte en la escuela secundaria de Savonlinna y el Conservatorio de Jazz y Pop. Su primera aparición televisiva fue en 1990, en un anuncio televisivo. Tomó parte en un concurso de canciones "Kai laulaa saan". En diciembre de 2003, Karoliina participó en el programa de la MTV3 "BumtsiBum!". Tomó parte el Pop Idol finés en 2005 y llegó a la fase semifinal. Ha grabado el sencillo "Liian kuuma kesä". En 2008 entró en la banda Waldo's People, que ganó la preselección finesa para el Festival de la Canción de Eurovisión 2009 con la canción Lose Control.

## Singles
- Liian kuuma kesä (2003)
- Kiitos ja hei (2003)
- Kaipaan sua niin (2004)

- Datos: Q533720